# Narodowy Spis Powszechny 1978
Narodowy Spis Powszechny 1978 – spis powszechny w Polsce, przeprowadzony w dniach 7–13 grudnia 1978 według stanu o północy z 6 na 7 grudnia 1978. Podstawę prawną spisu stanowiło rozporządzenie Rady Ministrów z dnia 17 kwietnia 1978.
Spis przyspieszono o dwa lata, chcąc wykorzystać jego wyniki do sporządzenia planu pięcioletniego na lata 1981–1985. Dodatkowym powodem była przeprowadzona w 1975 reforma administracyjna (utworzenie 49 województw w miejsce 17 i pięciu miast wydzielonych).
Zgodnie z wynikami spisu liczba ludności Polski w 1978 wyniosła 35 061 450 osób (20 150 415 w miastach i 14 911 035 na wsi).
| Województwo           | Liczba ludności |
| --------------------- | --------------- |
| bialskopodlaskie      | 283 827         |
| białostockie          | 630 764         |
| bielskie              | 810 229         |
| bydgoskie             | 1 016 871       |
| chełmskie             | 227 399         |
| ciechanowskie         | 402 681         |
| częstochowskie        | 741 698         |
| elbląskie             | 432 750         |
| gdańskie              | 1 295 715       |
| gorzowskie            | 443 569         |
| jeleniogórskie        | 487 977         |
| kaliskie              | 659 301         |
| katowickie            | 3 613 161       |
| kieleckie             | 1 058 663       |
| konińskie             | 436 236         |
| koszalińskie          | 450 335         |
| krakowskie miejskie   | 1 141 515       |
| krośnieńskie          | 438 862         |
| legnickie             | 439 494         |
| leszczyńskie          | 351 498         |
| lubelskie             | 914 613         |
| łomżyńskie            | 323 569         |
| łódzkie miejskie      | 1 111 100       |
| nowosądeckie          | 616 928         |
| olsztyńskie           | 669 023         |
| opolskie              | 969 028         |
| ostrołęckie           | 367 062         |
| pilskie               | 427 558         |
| piotrkowskie          | 597 371         |
| płockie               | 489 675         |
| poznańskie            | 1 208 621       |
| przemyskie            | 376 378         |
| radomskie             | 692 725         |
| rzeszowskie           | 633 885         |
| siedleckie            | 611 621         |
| sieradzkie            | 390 761         |
| skierniewickie        | 393 397         |
| słupskie              | 360 973         |
| suwalskie             | 415 967         |
| szczecińskie          | 878 198         |
| tarnobrzeskie         | 548 349         |
| tarnowskie            | 596 939         |
| toruńskie             | 599 044         |
| wałbrzyskie           | 712 132         |
| warszawskie stołeczne | 2 264 424       |
| włocławskie           | 409 980         |
| wrocławskie           | 1 052 586       |
| zamojskie             | 470 403         |
| zielonogórskie        | 596 555         |
| Polska                | 35 061 450      |